# Chiesa dei Santi Giovanni Battista e Lorenzo
La chiesa dei Santi Giovanni Battista e Lorenzo, nota anche come pieve di Bianconese, è un luogo di culto cattolico dalle forme barocche, situato in via Inghiaiata 3 a Bianconese, frazione di Fontevivo, in provincia e diocesi di Parma; è sede di una parrocchia compresa nella zona pastorale della Bassa.

## Storia
Il luogo di culto originario fu edificato in epoca medievale; la plebs S. Mariae de Blanconexe fu citata per la prima volta in un atto notarile del 1186.
Nel 1230 la plebis de Bianconesio fu menzionata nel Capitulum seu Rotulus Decimarum della diocesi di Parma; alle sue dipendenze era posta soltanto la cappella di San Michele, che sorgeva all'interno del castello sulla sponda destra del fiume Taro, ma la sua giurisdizione si estendeva su un territorio più vasto, comprendente gli abitati di Fontevivo, Grugno, Bellena e Viarolo, le cui chiese erano invece soggette direttamente alla cattedrale di Parma o a monasteri autonomi.
Nel 1493 la chiesa fu intitolata a san Giovanni Battista.
Secondo alcuni storici, l'edificio originariamente probabilmente sorgeva sulla riva destra del fiume, ma in seguito ad alcune piene rovinose del Taro fu ricostruito sulla sponda opposta; è comunque accertato che nel 1575 il territorio parrocchiale a destra del corso d'acqua fu annesso alle chiese di Eia e di Roncopascolo.
Altre piene del fiume danneggiarono l'edificio medievale, che agli inizi del XVIII secolo si presentava in pessime condizioni. Per questo nel 1720 furono avviati i lavori di costruzione di una nuova chiesa in prossimità del borgo di Bianconese, a maggior distanza dal corso d'acqua; il tempio barocco fu completato nel 1730.
Nel 1897 fu costruita la torre campanaria, mentre nel 1900 la zona absidale fu allungata.
Tra il 1952 e il 1957 furono eseguiti vari lavori di restauro, che interessarono inizialmente gli interni del tempio, ove furono rifatti i pavimenti e gli zoccoli in marmo; in seguito il cantiere si spostò al resto della chiesa, al campanile e al sagrato.
Tra il 2015 e il 2016 la facciata fu sottoposta a restauri.

## Descrizione

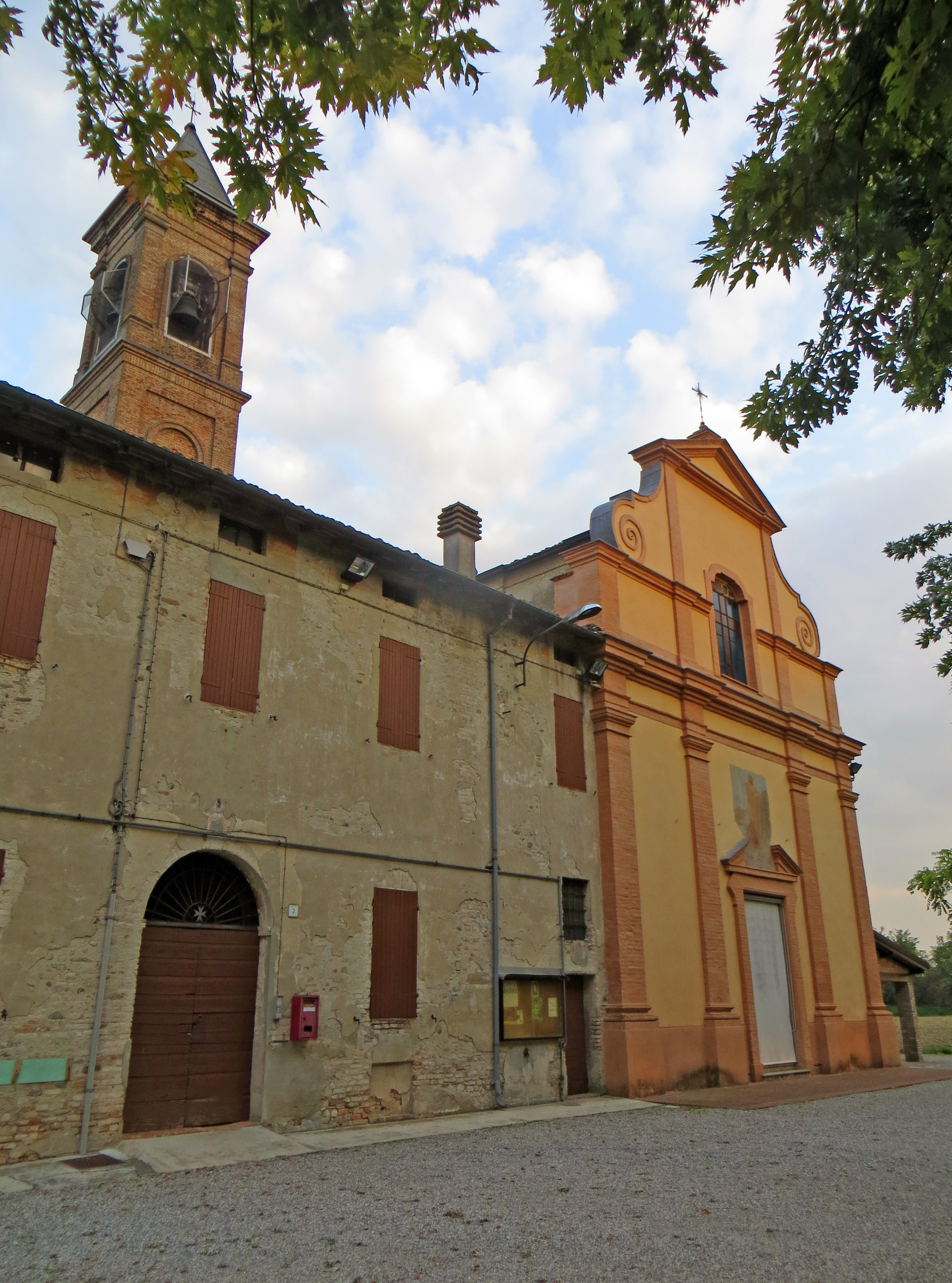
Facciata e canonica

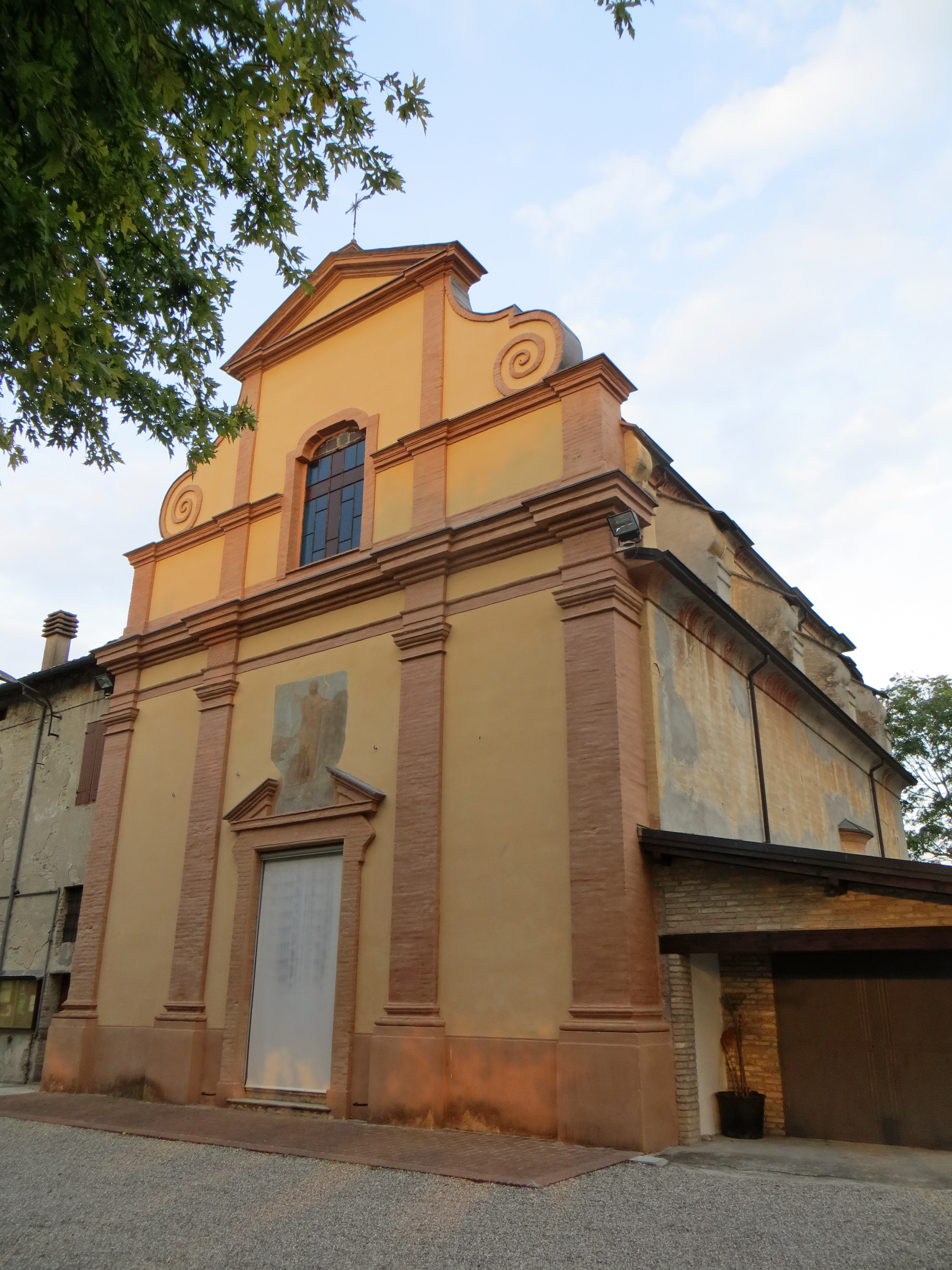
Facciata e lato sud

La chiesa si sviluppa su un impianto a navata unica affiancata da due cappelle per lato, con ingresso a ovest e presbiterio absidato a est.
La simmetrica facciata, intonacata, è suddivisa orizzontalmente in due parti da un alto cornicione modanato. Inferiormente si elevano su un basamento quattro lesene in laterizio coronate da capitelli dorici; al centro è collocato l'ampio portale d'ingresso, delimitato da una cornice in mattoni e sormontato da un frontone triangolare, spezzato da un affresco raffigurante San Giovanni Battista. Superiormente si ergono altre quattro lesene, a sostegno di un piccolo cornicione, spezzato nel mezzo da un finestrone ad arco mistilineo incorniciato; più in alto la fronte è scandita in tre parti da due lesene, a sostegno del timpano triangolare con cornice aggettante di coronamento; ai lati si stagliano due volute.
Il lato destro è scandito da una serie di contrafforti, mentre il fianco opposto è affiancato dalla canonica, da cui emerge il campanile a pianta quadrata, elevato su tre ordini arricchiti da lesene sugli spigoli; la cella campanaria si affaccia sulle quattro fronti attraverso monofore ad arco a tutto sesto, delimitate da lesene doriche; in sommità, sopra al cornicione perimetrale modanato si ergono quattro pinnacoli angolari e, al centro, un'alta guglia piramidale.
All'interno la navata, coperta da una volta a botte lunettata dipinta, è affiancata da una serie di lesene coronate da capitelli corinzi a sostegno del cornicione perimetrale in aggetto; ai lati si aprono attraverso ampie arcate a tutto sesto le alte cappelle.
Il presbiterio, lievemente sopraelevato, è preceduto dall'arco trionfale retto da due pilastri; l'ambiente, chiuso superiormente da una volta a botte affrescata, accoglie l'altare maggiore ligneo, decorato con una tavola rappresentante l'Ultima Cena; l'abside, coperta dal catino, è illuminata da due finestre laterali; sul fondo si staglia la pala raffigurante l'Imposizione del nome a san Giovanni Battista, eseguita da Giuseppe Peroni o da Domenico Muzzi tra la fine del XVIII secolo e l'inizio del XIX.
La chiesa accoglie altre opere di pregio, risalenti alla seconda metà del XVII secolo e al XVIII.